# Marcus C. L. Kline
Marcus Charles Lawrence Kline (* 26. März 1855 in Emmaus, Pennsylvania; † 10. März 1911 in Allentown, Pennsylvania) war ein US-amerikanischer Politiker. Zwischen 1903 und 1907 vertrat er den Bundesstaat Pennsylvania im US-Repräsentantenhaus.

## Werdegang
Marcus Kline besuchte die öffentlichen Schulen seiner Heimat. Im Jahr 1874 absolvierte er das Muhlenberg College in Allentown. Nach einem anschließenden Jurastudium und seiner 1876 erfolgten Zulassung als Rechtsanwalt begann er in Allentown in diesem Beruf zu arbeiten. Ein Jahr später wurde er juristischer Vertreter dieser Stadt. Zwischen 1887 und 1890 war er Bezirksstaatsanwalt im dortigen Lehigh County. Gleichzeitig schlug er als Mitglied der Demokratischen Partei eine politische Laufbahn ein. Von 1895 bis 1899 war er deren Vorsitzender im Lehigh County. Zwischen 1899 und 1906 war er Präsident der Firma Lehigh Valley Trust Co.
Bei den Kongresswahlen des Jahres 1902 wurde Kline im 13. Wahlbezirk von Pennsylvania in das US-Repräsentantenhaus in Washington, D.C. gewählt, wo er am 4. März 1903 die Nachfolge des Republikaners George Robert Patterson antrat. Nach einer Wiederwahl konnte er bis zum 3. März 1907 zwei Legislaturperioden im Kongress absolvieren. Nach seiner Zeit im US-Repräsentantenhaus praktizierte Kline wieder als Anwalt. Außerdem stieg er in das Bankgewerbe ein. Von 1907 bis 1911 leitete er die Firma Allentown Trust Co. Er starb am 10. März 1911 in Allentown.